# Schellhorn
Schellhorn est une commune allemande du Schleswig-Holstein, située dans l'arrondissement de Plön, à un kilomètre au sud-est de Preetz. Schellhorn est le chef-lieu de l'Amt Preetz-Land (« Pays de Preetz ») qui regroupe 17 communes entourant la ville de Preetz.